# Olympische Sommerspiele 1968/Teilnehmer (Uruguay)
| Gelbes Symbol für Goldmedaillen mit stilisierten Olympischen Ringen | Graues Symbol für Silbermedaillen mit stilisierten Olympischen Ringen | Braundes Symbol für Bronzemedaillen mit stilisierten Olympischen Ringen |
| ------------------------------------------------------------------- | --------------------------------------------------------------------- | ----------------------------------------------------------------------- |
| —                                                                   | —                                                                     | —                                                                       |

Uruguay nahm an den Olympischen Sommerspielen 1968 in Mexiko-Stadt, Mexiko, mit einer Delegation von 27 Sportlern (21 Männer und sechs Frauen) teil.

## Teilnehmer nach Sportarten

### Boxen
- Juan Rivero
Leichtgewicht: 17. Platz

- Carlos Casal
Halbweltergewicht: 17. Platz

- Mario Benítez
Halbmittelgewicht: 5. Platz

- Nolberto Freitas
Mittelgewicht: 9. Platz

### Fechten
- Nolberto Freitas
Florett, Einzel: Vorläufe
Degen, Einzel: Vorläufe

### Leichtathletik
- Armando González
Marathon: DNF

- Albertino Etchechury
3000 Meter Hindernis: Vorläufe

- Josefa Vicent
Frauen, 100 Meter: Vorläufe
Frauen, 200 Meter: Vorläufe
Frauen, 400 Meter: Vorläufe

### Radsport
- Luis Sosa
Mannschaftszeitfahren: 24. Platz

- Walter Garre
Mannschaftszeitfahren: 24. Platz

- Jorge Jukich
Mannschaftszeitfahren: 24. Platz

- René Deceja
Mannschaftszeitfahren: 24. Platz

- Luis Barrufa
1000 Meter Zeitfahren: 13. Platz

### Rudern
- José Sigot
Zweier ohne Steuermann: Viertelfinale

- Esteban Masseilot
Zweier ohne Steuermann: Viertelfinale

- José Ahlers
Zweier mit Steuermann: Viertelfinale

- Emilio Ahlers
Zweier mit Steuermann: Viertelfinale

- Luis Colman
Zweier mit Steuermann: Viertelfinale

### Schießen
- Enrique Barragán
Freie Scheibenpistole: 48. Platz

- Walter Vera
Freie Scheibenpistole: 54. Platz

- Arturo Porro
Trap: 50. Platz

### Schwimmen
- Ruth Apt
Frauen, 100 Meter Freistil: Vorläufe
Frauen, 4 × 100 Meter Freistil: Vorläufe
Frauen, 100 Meter Schmetterling: Vorläufe
Frauen, 200 Meter Lagen: Vorläufe
Frauen, 400 Meter Lagen: Vorläufe
Frauen, 4 × 100 Meter Lagen: Vorläufe

- Emilia Figueroa
Frauen, 100 Meter Freistil: Vorläufe
Frauen, 200 Meter Freistil: Vorläufe
Frauen, 400 Meter Freistil: Vorläufe
Frauen, 800 Meter Freistil: Vorläufe
Frauen, 4 × 100 Meter Freistil: Vorläufe
Frauen, 4 × 100 Meter Lagen: Vorläufe

- Lylian Castillo
Frauen, 100 Meter Freistil: Vorläufe
Frauen, 200 Meter Freistil: Vorläufe
Frauen, 400 Meter Freistil: Vorläufe
Frauen, 800 Meter Freistil: Vorläufe
Frauen, 4 × 100 Meter Freistil: Vorläufe

- Felicia Ospitaletche
Frauen, 4 × 100 Meter Freistil: Vorläufe
Frauen, 100 Meter Rücken: Vorläufe
Frauen, 200 Meter Rücken: Vorläufe
Frauen, 200 Meter Lagen: Vorläufe
Frauen, 4 × 100 Meter Lagen: Vorläufe

- Ana María Norbis
Frauen, 100 Meter Brust: 8. Platz
Frauen, 200 Meter Brust: 8. Platz
Frauen, 4 × 100 Meter Lagen: Vorläufe

### Segeln
- Fernando Thode
Finn-Dinghy: 26. Platz